# Barricades (journal)
Pour les articles homonymes, voir Barricade (homonymie).
Barricades est un journal réalisé par les comités d'action lycéen en 1968-1969, directement issu de Mai 68, dont il est un emblème.

## Histoire

### La fondation le1erjuin 1968
Le journal est réalisé par le comité d'action lycéen. Son premier numéro, daté du 1er juin 1968, le présente comme le « journal des CAL ». Animé et fondé par Maurice Ronai et Nicolas Baby, il contient cet éditorial repris par toutes les anthologies de Mai 68 : l'affirmation lyrique de la lutte extra-parlementaire. 
Le journal est édité sous le format 21X29,7 et le contenu de son premier numéro évoque les techniques de guérilla ou l'action des lycéens allemands. Le journal participe à la floraison des journaux de lycée d'après 68, souvent inspirés par des militants de partis politiques : Jeunesse Rebelle pour la LC (puis Lycée rouge), la Jeune Garde pour l’AMR, Le troublion pour Révolution, tandis que la JEC publie Aristide. Barricades se veut lui plus fédérateur. 
Il ne cache pas, dans son no 1 du mois de juin 1968, la volonté de poursuivre la lutte jusqu'au bout : « il nous faudra bientôt construire de nouvelles barricades : cela signifie que face à un ordre social finissant, soucieux de revenir au statu quo, nous opposerons sans cesse des actions de masse de type non parlementaire ». Il est caractéristique de l'engagement révolutionnaire et de la prise de conscience politique des lycéens.

### Les difficultés nées du congrès de l'automne 1968
Mais au printemps 1969, le mouvement autour du principe de comité d'action lycéen est en difficulté: il n’y a plus vraiment de CAL, en raison des divisions en son sein depuis le congrès de l’automne 1968 — qui représente 150 CAL. Ce congrès voit l'opposition entre ceux qui préfèrent orientation de type plutôt syndicale, pour rester unis, et ceux de la JCR, habitués aux jeux d'appareils du PCF (dont la JCR est une scission), qui proposent d’abord un « mouvement politique de masse » et estiment qu’un mouvement lycéen indépendant ne peut durer. Les seconds ont mieux préparés le congrès et sont majoritaires: ils jugent le mouvement de comité d'action lycéen inutile et non viable et lui coupent les vivres. Les JCR privilégient leur propre presse lycéenne, Jeunesse Rebelle puis Lycée rouge.
Les autres vont tenter la dernière conférence nationale en avril 1969, qui réunit 30 comités parisiens et 15 provinciaux pour lancer une « campagne baccalauréat » et la presse va relayer l’information. Mais ce qui demeure des CAL se trouve dans l’incapacité de sortir le matériel et ne peut imprimer le no 4 de Barricades faute de moyens. Ils se regrouperont dans l'Alliance marxiste révolutionnaire plus tard en 1969.

### La relance à l'automne 1969
Ainsi, le journal est relancé à l'automne 1969 au lycée Jacques Decour de Paris, par Maurice Najman et Jacques Bleitbreu, avec une nouvelle forme et un nouveau numéro un. Il se veut toujours le titre des CAL et des comités de l'Enseignement Technique. Au-dessus d'un portrait d'Hô Chi Min, un éditorial du premier numéro d'octobre précise que Barricades sera 'l'instrument de l'action internationaliste contre le capitalisme.
Un article dans Le Nouvel Observateur du 6 octobre 1969 mentionne ce projet de le relancer, en veillant à son indépendance. Il précise que Barricades souhaite tirer à 5000 exemplaires, grâce aux relations d'un de ses rédacteurs, Nicolas Baby dans le milieu de l’art. Selon lui, « pour ne pas dépendre d’une organisation politique ou des hasards des cotisations », le journal a « lancé une collecte de crédits sous une forme originale : une tombola dont les lots ont été fournis par 80 peintres ou sculpteurs. Parmi eux, Calder, Manessier, Vasarely, lvarel, Raysse, César, Nicolas Schoeffer, Le Parc ».